# 弯果乌头
弯果乌头（学名：Aconitum refracticarpum），为毛茛科乌头属下的一个植物种。